# Welterbe auf den Komoren
Der Inselstaat Komoren im Indischen Ozean hat die Welterbekonvention 2000 ratifiziert. Bislang (Stand 2016) wurde noch keine Stätte auf den Komoren in das UNESCO-Welterbe aufgenommen.

## Tentativliste
In der Tentativliste sind die Stätten eingetragen, die für eine Nominierung zur Aufnahme in die Welterbeliste vorgesehen sind. Derzeit (2016) sind vier Stätten in der Tentativliste der Komoren eingetragen, die letzte Eintragung erfolgte 2007. Die folgende Tabelle listet die Stätten in chronologischer Reihenfolge nach dem Jahr ihrer Aufnahme in die Tentativliste (K – Kulturerbe, N – Naturerbe, K/N – gemischt).
| Bild                                                     | Bezeichnung                                              | Jahr | Typ | Ref. | Beschreibung |
| -------------------------------------------------------- | -------------------------------------------------------- | ---- | --- | ---- | --- |
| Meeresökosysteme des Komorenarchipels                    | Meeresökosysteme des Komorenarchipels                    | 2007 | N   | 5107 | umfasst den Quastenflosser-Meerespark, den Mohéli-Meerespark sowie die Mangroven und die Lagune von Bimbini im Archipel der Komoren         |
| Landökosysteme und Kulturlandschaft des Komorenarchipels | Landökosysteme und Kulturlandschaft des Komorenarchipels | 2007 | K/N | 5109 | umfasst die Ökosysteme und die Agroforst-Kulturlandschaft des Karthala, die Landökosysteme von Mohéli und die Gebirgsökosysteme von Anjouan |
| Historische Sultanate der Komoren                        | Historische Sultanate der Komoren                        | 2007 | K   | 5109 | Medinas von Mutsamudu, Domoni, Itsandra, Iconi und Moroni                                                                                   |
|                                                          | Kulturlandschaft der Parfümplantagen auf den Mondinseln  | 2007 | K   | 5110 | |